# Hansjörg Thurn
Pour l’article homonyme, voir Thurn.
Hansjörg Thurn (né le 25 janvier 1960 à Hagen) est un réalisateur et scénariste allemand.

## Biographie
Après des études de cinéma auprès de l'Université des sciences appliquées et des arts de Dortmund (de), il met en scène des documentaires pour la WDR. Au milieu des années 1990 il s'essaie au scénario de films, entre autres pour la série Schimanski. En 1997 il commence comme réalisateur avec le film britannico-germanique Die Harfenspielerin. Depuis, il réalise des films et écrit des scénarios surtout pour la télévision, mais dans différents genres.
Il est marié.

## Filmographie (Sélection)

### Scénariste
- 1996 : Die Putzfraueninsel
- 1997 : Die Harfenspielerin
- 1997 : Schimanski: Blutsbrüder (de)
- 1999 : Schimanski: Sehnsucht (de)
- 2001 : Schimanski: Kinder der Hölle (de)
- 2001 : Check-in to Desaster
- 2005 : Schimanski: Sünde (de)
- 2003 : Seventeen – Mädchen sind die besseren Jungs (de)
- 2004 : College Party (18 – Allein unter Mädchen, série télévisée)
- 2013 : Une maman, des papas
- 2018-2019 : Ein Fall für Dr. Abel, série télévisée de trois épisodes : Zersetzt, Zerschunden, Zerbrochen
- 2022 : Theresa Wolff – Waidwund

### Réalisateur
- 1997 : Die Harfenspielerin[1]
- 2003 : Seventeen – Mädchen sind die besseren Jungs (de)
- 2004 : College Party (18 – Allein unter Mädchen, série télévisée)
- 2005 : L'Amour au grand large (de)
- 2007 : L'Ordre des Pirates (Die Schatzinsel)
- 2009 : Barfuß bis zum Hals (de)
- 2009 : Un mari, un amant, un bébé
- 2010 : La Catin (Die Wanderhure)
- 2011 : Isenhart et les Âmes perdues (Isenhart – Die Jagd nach dem Seelenfänger)
- 2011 : Beate Uhse – Das Recht auf Liebe (de)
- 2012 : La Châtelaine (Die Rache der Wanderhure)
- 2012 : Unter Frauen (de)
- 2013 : Helden – Wenn dein Land dich braucht (de)
- 2013 : La Femme interdite (Die verbotene Frau)
- 2014 : Zwischen den Zeiten (de)
- 2015 : Schwägereltern
- 2015 : Rosa die Hochzeitsplanerin - Verbotene Liebe
- 2021 : Wir bleiben Freunde

## Source de la traduction
- (de) Cet article est partiellement ou en totalité issu de l’article de Wikipédia en allemand intitulé « Hansiörg Thurn » (voir la liste des auteurs).